# Lista de mulheres astronautas

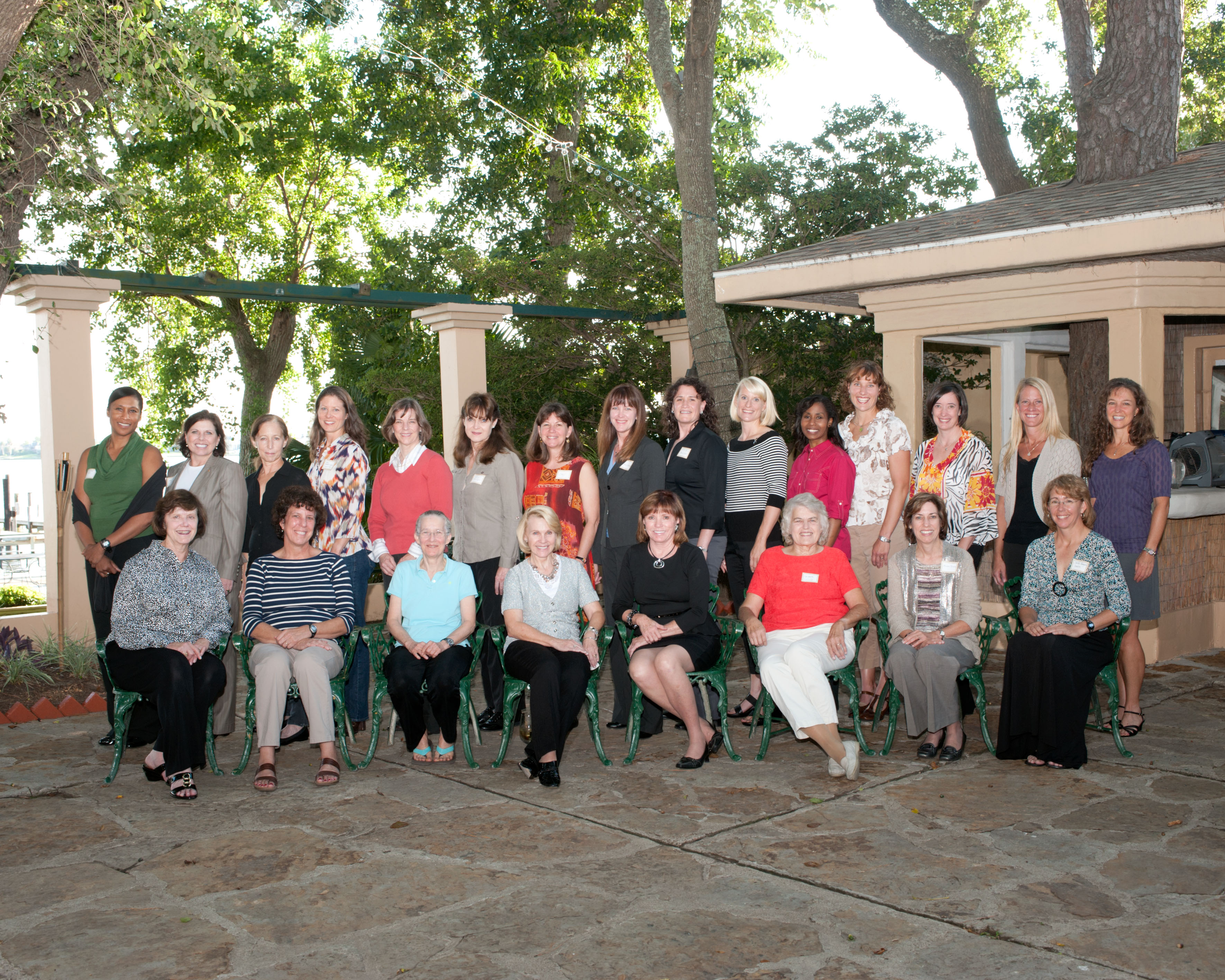
Encontro de ex e atuais mulheres astronautas da NASA no Centro Espacial Johnson, em setembro de 2012. Sentadas (a partir esquerda): Carolyn Huntoon (primeira mulher diretora do JSC), Ellen Baker, Maria Cleave, Rhea Seddon, Anna Fisher, Shannon Lucid, Ellen Ochoa, Sandra Magnus.
Em pé (a partit esquerda): Jeanette Epps, Mary Ellen Weber, Marsha Ivins, Tracy Caldwell Dyson, Bonnie Dunbar, Tammy Jernigan, Cady Coleman, Janet Kavandi, Serena Aunon, Kate Rubins, Stephanie Wilson, Dottie Metcalf-Lindenburger, Megan McArthur, Karen Nyberg, Lisa Nowak

A lista seguinte é de mulheres que viajaram para o espaço, ordenadas a partir da data do primeiro voo. Embora a primeira mulher voou ao espaço em 1963, muito cedo na história dos voos espaciais tripulados, somente quase vinte anos depois outra mulher voaria. Mulheres astronautas passaram a se tornar comuns na década de 1980. Esta lista inclui tanto cosmonautas como astronautas.

## História
Em outubro de 2022, das 591 pessoas que haviam viajado ao espaço em missões orbitais, 71 foram mulheres. Elas são uma da França, Índia, Itália, Coreia do Sul e Reino Unido, duas do Canadá, China e Japão, quatro da União Soviética/Rússia, e 45 dos Estados Unidos. O tempo entre o primeiro homem e a primeira mulher astronautas variou muito de país para país. Os primeiros astronautas do Reino Unido, Coreia do Sul e Irã eram mulheres, enquanto que na Rússia houve somente um intervalo de dois anos desde o primeiro homem no espaço, na missão Vostok 1, para a primeira mulher no espaço, na missão Vostok 6. Já o tempo entre o primeiro homem americano e a primeira mulher americana no espaço foi de 22 anos, entre a missão Freedom 7 e o STS-7, respectivamente. Para a China, esse intervalo foi de quase oito anos e meio entre as missões espaciais Shenzhou 5 e Shenzhou 9, e para a Itália, foi de cerca de doze anos entre os voos STS-46 e Expedição 42.
Um período de 19 anos separa a primeira e a segunda mulher astronauta. Elas foram cosmonautas das missões Vostok 6 e Soyuz T-7. Embora a União Soviética tenha enviado as duas primeiras mulheres para o espaço, apenas quatro mulheres astronautas no total foram cidadãs da Rússia ou União Soviética. Porém, todas as mulheres astronautas britânicas, francesas, italianas, iranianas e sul-coreanas foram ao espaço por meio de programas da Rússia ou da União Soviética. Da mesma forma, todas as mulheres do Canadá, Índia e Japão voaram no programa espacial norte-americano. Um período de um ano separou a primeira e a segunda mulher americana a ir ao espaço. Enquanto o primeiro homem americano no espaço e a primeira mulher foram separados por um período de 20 anos, um período somente um ano separa a primeiro e a segunda mulher chinesa no espaço, que participaram de missões consecutivas, Shenzhou 9 e Shenzhou 10.
Em 2013, a NASA anunciou sua turma de candidatos à astronautas onde a metade eram mulheres. Depois de mais de seis mil candidatos, sendo a maior procura que a agência recebeu, a Nasa selecionou oito. Sendo essa também, a seleção mais equilibrada. Nesse grupo estavam nomes como a bióloga Jessica Meir e a engenheira elétrica Christina Hammock.

## Astronautas com voos espaciais concluídos

### Voos orbitais
| #  | Imagem | Nome e data de nascimento                                            | País                   | Comentário | Missões (data de lançamento) |
| -- | ------ | -------------------------------------------------------------------- | ---------------------- | --- | --- |
| 1  |        | Valentina Tereshkova 6 de março de 1937                              | União Soviética        | Primeira mulher a ir ao espaço. Mulher mais jovem no espaço (26 anos). Única mulher a fazer um voo sozinha. | Vostok 6 (16 de junho de 1963) |
| 2  |        | Svetlana Savitskaya 8 de agosto de 1948                              | União Soviética        | Primeira mulher a voar em uma estação espacial (Salyut 7, 1982). Primeira mulher a fazer uma caminhada espacial (25 de julho de 1984). Primeira mulher a fazer dois voos ao espaço. | Soyuz T-5 (19 de julho de 1982) Soyuz T-12 (17 de junho de 1984)                                                                                          |
| 3  |        | Sally Ride 26 de maio de 1951 morreu em 23 de julho de 2012          | Estados Unidos         | Primeira mulher americana no espaço | STS-7 (18 de junho de 1983) STS-41-G (5 de outubro de 1984)                                                                                               |
| 4  |        | Judith Resnik 5 de abril de 1949 morreu em 28 de janeiro de 1986     | Estados Unidos         | Primeira Judia-americana numa missão espacial. Morreu no Challenger. | STS-41-D (30 de agosto de 1984) STS-51-L (28 de janeiro de 1986)                                                                                          |
| 5  |        | Kathryn D. Sullivan 3 de outubro de 1951                             | Estados Unidos         | Primeira mulher americana a fazer uma caminhada espacial (11 de Outubro de 1984). | STS-41-G (5 de outubro de 1984) STS-31 (24 de abril de 1990) STS-45 (24 de março de 1992)                                                                 |
| 6  |        | Anna Lee Fisher 24 de agosto de 1949                                 | Estados Unidos         | Primeira mãe no espaço. | STS-51-A (8 de novembro de 1984) |
| 7  |        | Margaret Rhea Seddon 8 de novembro de 1947                           | Estados Unidos         | | STS-51-D (12 de abril de 1985) STS-40 (5 de junho de 1991) STS-58 (18 de outubro de 1993)                                                                 |
| 8  |        | Shannon Lucid 14 de janeiro de 1943                                  | Estados Unidos         | Primeira mulher americana a voar em uma estação espacial (Mir, 1996). Primeira mulher nascida na China a ir ao espaço. Primeira mulher a fazer um terceiro, quarto e quinto voo ao espaço. | STS-51-G (17 de junho de 1985) STS-34 (18 de outubro de 1989) STS-43 (2 de agosto de 1991) STS-58 (18 de outubro de 1993) STS-76/79 (22 de março de 1996) |
| 9  |        | Bonnie J. Dunbar 3 de março de 1949                                  | Estados Unidos         | | STS-61-A (30 de outubro de 1985) STS-32 (9 de janeiro de 1990) STS-50 (25 de junho de 1992) STS-71 (27 de junho de 1995) STS-89 (22 de janeiro de 1998)   |
| 10 |        | Mary L. Cleave 5 de fevereiro de 1947                                | Estados Unidos         | | STS-61-B (26 de novembro de 1985) STS-30 (4 de maio de 1989)                                                                                              |
| 11 |        | Ellen S. Baker 27 de abril de 1953                                   | Estados Unidos         | | STS-34 (18 de outubro de 1989) STS-50 (25 de junho de 1992) STS-71 (27 de junho de 1995)                                                                  |
| 12 |        | Kathryn C. Thornton 17 de agosto de 1952                             | Estados Unidos         | Terceira mulher a caminhar no espaço. Primeira mulher a fazer várias caminhadas espaciais (14–15 de maio de 1992, 6 de dezembro de 1993, 8 de dezembro de 1993) | STS-33 (22 de novembro de 1989) STS-49 (7 de maio de 1992) STS-61 (2 de dezembro de 1993) STS-73 (20 de outubro de 1995)                                  |
| 13 |        | Marsha Ivins 15 de abril de 1951                                     | Estados Unidos         | | STS-32 (9 de janeiro de 1990) STS-46 (31 de julho de 1992) STS-62 (4 de março de 1994) STS-81 (12 de janeiro de 1997) STS-98 (7 de fevereiro de 2001)     |
| 14 |        | Linda M. Godwin 2 de julho 1952                                      | Estados Unidos         | Quarta mulher a caminhar no espaço (27 de março de 1996, 10 de dezembro de 2001) | STS-37 (5 de abril de 1991) STS-59 (9 de abril de 1994) STS-76 (22 de março de 1996) STS-108 (5 de dezembro de 2001)                                      |
| 15 |        | Helen Sharman 30 de maio de 1963                                     | Reino Unido            | Primeira cidadã do Reino Unido a ir ao espaço. | Soyuz TM-12/TM-11 (18 de maio de 1991) |
| 16 |        | Tamara E. Jernigan 7 de maio 1959                                    | Estados Unidos         | Quinta mulher a caminhar no espaço (30 de maio de 1999) | STS-40 (5 de junho de 1991) STS-52 (22 de outubro de 1992) STS-67 (2 de março de 1995) STS-80 (19 de novembro de 1996) STS-96 (27 de maio de 1999)        |
| 17 |        | Millie Hughes-Fulford 21 de dezembro 1945                            | Estados Unidos         | Primeira mulher especialista de carga. | STS-40 (5 de junho de 1991) |
| 18 |        | Roberta Bondar 4 de dezembro 1945                                    | Canadá                 | Primeira mulher canadense no espaço. | STS-42 (22 de janeiro de 1992) |
| 19 |        | Jan Davis 1 de novembro 1953                                         | Estados Unidos         | Foi ao espaço junto com o seu marido, Mark C. Lee, em 1992. Eles foram o primeiro casal casado a ir juntos ao espaço. | STS-47 (12 de setembro de 1992) STS-60 (3 de fevereiro de 1994) STS-85 (7 de agosto de 1997)                                                              |
| 20 |        | Mae Jemison 17 de outubro de 1956                                    | Estados Unidos         | Primeira mulher afro-americana a ir ao espaço | STS-47 (12 de setembro de 1992) |
| 21 |        | Susan J. Helms 26 de fevereiro de 1958                               | Estados Unidos         | Sexta mulher a caminhar no espaço (11 de março de 2001) | STS-54 (13 de janeiro de 1993) STS-64 (9 de setembro de 1994) STS-78 (20 de junho de 1996) STS-101 (19 de maio de 2000) STS-102/105 (8 de março de 2001)  |
| 22 |        | Ellen Ochoa 10 de maio de 1958                                       | Estados Unidos         | Primeira mulher hispânica a ir ao espaço | STS-56 (Apr. 8 de abril de 1993) STS-66 (3 de novembro de 1994) STS-96 (27 de maio de 1999) STS-110 (8 de abril de 2002)                                  |
| 23 |        | Janice E. Voss 8 de outubro de 1956 morreu em 6 de fevereiro de 2012 | Estados Unidos         | | STS-57 (21 de junho de 1993) STS-63 (3 de fevereiro de 1995) STS-83 (4 de abril de 1997) STS-94 (1 de julho de 1997) STS-99 (11 de fevereiro de 2000)     |
| 24 |        | Nancy J. Currie 29 de dezembro de 1958                               | Estados Unidos         | | STS-57 (21 de junho de 1993) STS-70 (13 de julho de 1995) STS-88 (4 de dezembro de 1998) STS-109 (1 de março de 2002)                                     |
| 25 |        | Chiaki Mukai 6 de maio de 1952                                       | Japão                  | Primeira mulher japonesa a ir ao espaço | STS-65 (8 de julho de 1994) STS-95 (29 de outubro de 1998)                                                                                                |
| 26 |        | Yelena V. Kondakova 30 de março de 1957                              | Rússia                 | Primeira mulher russa a viajar em 2 espaçonaves diferentes, Soyuz TM-20 e STS-84, ambas viagens para a estação espacial Mir. Primeira mulher russa a viajar no ônibus espacial. | Soyuz TM-20 (3 de outubro de 1994) STS-84 (15 de maio de 1997)                                                                                            |
| 27 |        | Eileen Collins 19 de novembro de 1956                                | Estados Unidos         | Primeira piloto e comandante feminina de ônibus espacial. | STS-63 (3 de fevereiro de 1995) STS-84 (15 de maio de 1997) STS-93 (23 de julho de 1999) STS-114 (26 de julho de 2005)                                    |
| 28 |        | Wendy B. Lawrence 2 de julho de 1959                                 | Estados Unidos         | | STS-67 (2 de março de 1995) STS-86 (25 de setembro de 1997) STS-91 (2 de junho de 1998) STS-114 (26 de julho de 2005)                                     |
| 29 |        | Mary E. Weber 24 de agosto de 1962                                   | Estados Unidos         | | STS-70 (13 de julho de 1995) STS-101 (19 de maio de 2000)                                                                                                 |
| 30 |        | Catherine Coleman 14 de dezembro de 1960                             | Estados Unidos         | | STS-73 (20 de outubro de 1995) STS-93 (23 de julho de 1999) Soyuz TMA-20 (15 de dezembro de 2010)                                                         |
| 31 |        | Claudie Haigneré 13 de maio de 1957                                  | França                 | Primeira mulher francesa no espaço. Em 1996 voou como Claudie André-Deshays | Soyuz TM-24/TM-23 (17 de agosto de 1996) Soyuz TM-33/32 (21 de outubro de 2001)                                                                           |
| 32 |        | Susan Still Kilrain 24 de outubro de 1961                            | Estados Unidos         | Segunda piloto feminina de ônibus espacial. | STS-83 (4 de abril de 1997) STS-94 (1 de julho de 1997)                                                                                                   |
| 33 |        | Kalpana Chawla 1 de julho de 1961 morreu em 1 de fevereiro de 2003   | / Índia/Estados Unidos | Primeira americana-indiana no espaço. Morreu no Columbia. | STS-87 (19 de novembro de 1997) STS-107 (16 de janeiro de 2003)                                                                                           |
| 34 |        | Kathryn P. Hire 26 de agosto de 1959                                 | Estados Unidos         | | STS-90 (17 de abril de 1998) STS-130 (8 de fevereiro de 2010)                                                                                             |
| 35 |        | Janet L. Kavandi 17 de julho de 1959                                 | Estados Unidos         | | STS-91 (2 de junho de 1998) STS-99 (11 de fevereiro 2000) STS-104 (12 de julho de 2001)                                                                   |
| 36 |        | Julie Payette 20 de outubro de 1963                                  | Canada                 | Primeira mulher franco-canadense no espaço | STS-96 (27 de maio de 1999) STS-127 (15 de julho de 2009)                                                                                                 |
| 37 |        | Pamela Melroy 17 de setembro de 1961                                 | Estados Unidos         | Segunda comandante feminina de ônibus espacial. | STS-92 (11 de outubro de 2000) STS-112 (7 de outubro de 2002) STS-120 (23 de outubro de 2007)                                                             |
| 38 |        | Peggy Whitson 9 de fevereiro 1960                                    | Estados Unidos         | Mais tempo no espaço (cumulativo) para um astronauta americano (665 dias) Sétima mulher a caminhar no espaço (16 de agosto de 2002, 9 de novembro de 2007, 20 de novembro de 2007, 24 de novembro de 2007, 18 de dezembro de 2007, 30 de janeiro de 2007, 6 de janeiro 2017, 30 de março de 2017, 12 de maio de 2017, 23 de maio de 2017). Maior número de EVAs e maior tempo passado em EVA do que todas as mulheres astronautas juntas. Primeira comandante feminina da ISS (Expedição 16). Mulher mais velha no espaço (57 anos). | STS-111/113 (5 de junho de 2002) Soyuz TMA-11 (10 de outubro de 2007) Soyuz MS-03 (17 de novembro de 2016)                                                |
| 39 |        | Sandra Magnus 30 de outubro de 1964                                  | Estados Unidos         | | STS-112 (7 de outubro de 2002) STS-126/119 (14 de novembro de 2008) STS-135 (8 de julho de 2011)                                                          |
| 40 |        | Laurel B. Clark 10 de março de 1961 morreu em 1 de fevereiro de 2003 | Estados Unidos         | Morreu no Columbia. | STS-107 (16 de janeiro de 2003) |
| 41 |        | Stephanie Wilson 27 de setembro de 1966                              | Estados Unidos         | | STS-121 (4 de julho de 2006) STS-120 (23 de outubro de 2007) STS-131 (5 de abril de 2010)                                                                 |
| 42 |        | Lisa Nowak 10 de maio de 1963                                        | Estados Unidos         | | STS-121 (4 de julho de 2006) |
| 43 |        | Heidemarie M. Stefanyshyn-Piper 7 de fevereiro de 1963               | Estados Unidos         | Oitava mulher a caminhar no espaço (12 de setembro de 2006, 15 de setembro de 2006, 18-19 de novembro de 2008, 20-21 de novembro de 2008, 22-23 de novembro de 2008). | STS-115 (9 de setembro de 2006) STS-126 (14 de novembro de 2008)                                                                                          |
| 44 |        | Anousheh Ansari 12 de setembro de 1966                               | / Irã/Estados Unidos   | Quarta turista espacial e primeira mulher turista espacial. Primeira iraniana no espaço. | Soyuz TMA-9/8 (18 de setembro de 2006) |
| 45 |        | Sunita Williams 19 de setembro de 1965                               | Estados Unidos         | Nona mulher a caminhar no espaço (16 de dezembro de 2006, 31 de janeiro de 2007, 4 de fevereiro de 2007, 8 de fevereiro de 2007, 30 de agosto de 2012, 5 de setembro de 2012). | STS-116/117 (9 de dezembro de 2006) Soyuz TMA-05M (15 de julho de 2012)                                                                                   |
| 46 |        | Joan Higginbotham 3 de agosto de 1964                                | Estados Unidos         | | STS-116 (9 de dezembro de 2006) |
| 47 |        | Tracy Caldwell Dyson 14 de agosto de 1969                            | Estados Unidos         | Décima primeira mulher a caminhar no espaço (7 de agosto de 2010, 11 de agosto de 2010, 16 de agosto de 2010). Primeira astronauta nascida após o voo da Apollo 11. | STS-118 (8 de agosto de 2007) Soyuz TMA-18 (2 de abril de 2010).                                                                                          |
| 48 |        | Barbara Morgan 28 de novembro de 1951                                | Estados Unidos         | Primeira educadora no espaço (Projeto Teacher in Space) Mulher mais velha a ir ao espaço no período do primeiro voo (55 anos). | STS-118 (8 de agosto de 2007) |
| 49 |        | Yi So-yeon 2 de junho de 1978                                        | República da Coreia    | Primeira sul-coreana no espaço. | Soyuz TMA-12 (8 de abril de 2008) |
| 50 |        | Karen L. Nyberg 7 de outubro de1969                                  | Estados Unidos         | | STS-124 (31 de maio de 2008) Soyuz TMA-09M (28 de maio de 2013)                                                                                           |
| 51 |        | K. Megan McArthur 30 de agosto de 1971                               | Estados Unidos         | | STS-125 (11 de maio de 2009) |
| 52 |        | Nicole P. Stott 11 de novembro de 1962                               | Estados Unidos         | Décima mulher a caminhar no espaço (1–2 de setembro de 2009). | STS-128 (28 de agosto de 2009) STS-133 (24 de fevereiro de 2011)                                                                                          |
| 53 |        | Dorothy Metcalf-Lindenburger 15 de maio de 1975                      | Estados Unidos         | | STS-131 (5 de abril de 2010) |
| 54 |        | Naoko Yamazaki 27 de dezembro de 1970                                | Japão                  | | STS-131 (5 de abril de 2010) |
| 55 |        | Shannon Walker 4 de junho de 1965                                    | Estados Unidos         | | Soyuz TMA-19 (15 de junho de 2010) SpaceX Crew-1 (15 de Novembro de 2020)                                                                                 |
| 56 |        | Liu Yang 6 de outubro de 1978                                        | China                  | Primeira mulher chinesa no espaço | Shenzhou 9 (16 de junho de 2012) |
| 57 |        | Wang Yaping 27 de janeiro de 1980                                    | China                  | | Shenzhou 10 (11 de junho de 2013) |
| 58 |        | Yelena Serova 22 de abril de 1976                                    | Rússia                 | Membro da expedição 41 da ISS. Primeira mulher russa a visitar a ISS. | Soyuz TMA-14M (25 de setembro de 2014) |
| 59 |        | Samantha Cristoforetti 26 de abril de 1977                           | Itália                 | Astronauta da ESA. Primeira mulher italiana no espaço e primeira mulher italiana na ISS. Expedição 42/43. | Soyuz TMA-15M (23 de novembro de 2014) |
| 60 |        | Kathleen Rubins 14 de outubro de 1978                                | Estados Unidos         | Décima segunda mulher a caminhar no espaço (19/08/2016 e 01/09/2016), durante a Expedição 48 da ISS. | Soyuz MS-01 (6 de julho de 2016) Soyuz MS-17 (14 de Outubro de 2020)                                                                                      |
| 61 |        | Serena M. Auñón-Chancellor 9 de abril de 1976                        | Estados Unidos         | | Soyuz MS-09 (6 de junho de 2018) |
| 62 |        | Anne McClain 7 de junho de 1979                                      | Estados Unidos         | Décima terceira mulher a caminhar no espaço (22/03/2019 e 08/04/2019), durante a Expedição 59 da ISS. | Soyuz MS-11 (3 de dezembro de 2018) |
| 63 |        | Christina Koch 2 de fevereiro de 1979                                | Estados Unidos         | Décima quarta mulher a caminhar no espaço (29 de março de 2019) durante a Expedição 59. Ao lado de Jessica Meir, se tornaram as primeiras a realizarem uma AEV totalmente feminina durante a Expedição 61. Localização: ISS (11:38 UTC, 18 de outubro de 2019) Maior número de dias contínuos no espaço para uma mulher. Retornou à Terra no dia 6 de fevereiro de 2020, após 328 dias no espaço. Será a primeira mulher a voar até a Lua como parte da Artemis 2.                                                                   | Soyuz MS-12 (14 de março de 2019) |
| 64 |        | Jessica Meir 15 de julho de 1977                                     | Estados Unidos         | Décima quinta mulher a caminhar no espaço. Se tornou uma das duas mulheres a participarem de uma caminhada espacial totalmente feminina (18/10/2020), na Expedição 61 da ISS, com Christina Koch. | Soyuz MS-15 (25 de setembro de 2019) |
| 65 |        | Sian Proctor 26 de março de 1970                                     | Estados Unidos         | Tripulante da Inspiration4 | Inspiration4 (16 de setembro de 2021) |
| 66 |        | Hayley Arceneaux 9 de dezembro de 1991                               | Estados Unidos         | Tripulante da Inspiration4 | Inspiration4 (16 de setembro de 2021) |
| 67 |        | Yulia Peresild 5 de setembro de 1984                                 | Rússia                 | Atriz (Vyzov). | Soyuz MS-19 (5 de outubro de 2021). |
| 68 |        | Kayla Barron 19 de setembro de 1987                                  | Estados Unidos         | | SpaceX Crew-3 (11 de novembro de 2021) |
| 69 |        | Jessica Watkins 14 de maio de 1988                                   | Estados Unidos         | Grupo 22 de astronautas da NASA | SpaceX Crew-4 (27 de abril de 2022) |
| 70 |        | Nicole Mann 27 de junho de 1977                                      | Estados Unidos         | 2013 | SpaceX Crew-5 (5 de outubro de 2022) |
| 71 |        | Anna Kikina 27 de agosto de 1984                                     | Rússia                 | 2012 | SpaceX Crew-5 (5 de outubro de 2022) |
| 72 |        | Rayyanah Barnawi                                                     | Arábia Saudita         | 2022. Primeira mulher astronauta da Arábia Saudita. | Axiom Mission 2 (21 de maio de 2023) |
| 73 |        | Jasmin Moghbeli 24 de junho de 1983                                  | Estados Unidos         | Grupo 22 de Astronautas da NASA | SpaceX Crew-7 (26 de agosto de 2023) |
| 74 |        | Loral O'Hara 3 de maio de 1983                                       | Estados Unidos         | Grupo 22 de Astronautas da NASA | Soyuz MS-24 (15 de setembro de 2023) |
| 75 |        | Jeanette J. Epps 3 de novembro de 1970                               | Estados Unidos         | Grupo 20 de Astronautas da NASA. Teve seu primeiro voo após 15 anos de espera. | SpaceX Crew-8 (4 de março de 2024) |
| 76 |        | Marina Vaciliouskaia 14 de setembro de 1990                          | Bielorrússia           | Primeira cosmonauta da Bielorrússia. | Soyuz MS-25 (23 de março de 2024) |
| 77 |        | Sarah Gillis 1 de janeiro de 1994                                    | Estados Unidos         | Astronauta comercial | Polaris Dawn (10 de setembro de 2024) |
| 78 |        | Anna Menon 24 de fevereiro de 1985                                   | Estados Unidos         | Astronauta comercial | Polaris Dawn (10 de setembro de 2024) |

### Voos suborbitais
| # | Imagem | Nome e data de nascimento          | País           | Comentário | Voos (data de lançamento)                      |
| - | ------ | ---------------------------------- | -------------- | --- | ---------------------------------------------- |
| 1 |        | Beth Moses                         | Estados Unidos | Primeira mulher a fazer um voo espacial (considerando a definição do Departamento de Defesa dos Estados Unidos, altitude acima de 50 millhas (80,47 km)) em um veículo comercial. A altitude máxima deste voo foi 89,92 km. | VSS Unity VF-01 (22 de fevereiro de 2019)      |
| 2 |        | Sirisha Bandla c. 1988             | Índia          | Vice-Presidente de Assuntos Governamentais e Operações de Pesquisa da Virgin Galactic. | Virgin Galactic Unity 22 (11 de julho de 2021} |
| 3 |        | Wally Funk 1 de fevereiro de 1939  | Estados Unidos | - Merucury 13 - No dia 20 de julho de 2021, ela foi parte do primeiro voo comercial do New Shepard, se tornando tanto a mulher mais idosa a voar ao espaço.                                                                 | Blue Origin NS-16 20 de julho de 2021          |
| 3 |        | Audrey K. Powers Fevereiro de 1976 | Estados Unidos | | Blue Origin NS-18 13 de outubro de 2021        |
| 4 |        | Katya Echazarreta 1996             | Estados Unidos | | Blue Origin NS-21 4 de junho de 2022           |

## Outras astronautas ou candidatas
| Imagem | Nome                   | Data de nascimento Data de morte                      | País                   | Comentário |
| ------ | ---------------------- | ----------------------------------------------------- | ---------------------- | --- |
|        | Patricia Robertson     | 12 de março de 1963 Morreu em 24 de maio de 2001.     | Estados Unidos         | Grupo 17 de astronautas da Nasa, 1998 |
|        | Nadezhda Kuzhelnaya    | 6 de novembro de 1962                                 | Rússia                 | Se aposentou em 27 de Maio de 2004. |
|        | Marianne Merchez       | 25 de novembro de 1960                                | Bélgica                | Se aposentou em 1995. |
|        | Yvonne Cagle           | 24 de abril de 1959                                   | Estados Unidos         | |
|        | Christa McAuliffe      | 2 de setembro de 1948 morreu em 28 de janeiro de 1986 | Estados Unidos         | Morreu no Challenger, 28 de Janeiro de 1986. A missão foi lançada, mas não cruzou a Linha de Kármán. A cabine da tripulação alcançou um apogeu de 21,336 (acima do Limite Armstrong) |
|        | Tatyana Kuznetsova     | 14 de julho de 1941                                   | União Soviética        | Se aposentou em 1969. |
|        | Zhanna Yorkina         | 6 de maio de 1939                                     | União Soviética        | Se aposentou em 1969. |
|        | Irina Solovyova        | 6 de setembro de 1937                                 | União Soviética        | Se aposentou em 1969. |
|        | Valentina Ponomariova  | 18 de setembro de 1933                                | União Soviética        | Se aposentou em 1969. |
|        | Jennifer Sidey-Gibbons | 3 de agosto de 1988                                   | Canadá                 | Grupo de 2017 da CSA |
|        | Zena Cardman           | 26 de outubro de 1987                                 | Estados Unidos         | Grupo 22 de astronautas da NASA |
|        | Nora Al Matrooshi      | 1993                                                  | Emirados Árabes Unidos | 2º Grupo de Astronautas dos Emirados |
|        | Jessica Wittner        |                                                       | Estados Unidos         | Grupo 23 de Astronautas da NASA |
|        | Nichole Ayers          |                                                       | Estados Unidos         | Grupo 23 de Astronautas da NASA |
|        | Deniz Burnham          |                                                       | Estados Unidos         | Grupo 23 de Astronautas da NASA |
|        | Christina Birch        | 17 de novembro de 1986                                | Estados Unidos         | Grupo 23 de Astronautas da NASA |
|        | Johanna Maislinger     | 1985                                                  | Áustria                | Candidata a participante do voo espacial |
|        | Yumi Matsutoya         | 1954                                                  | Japão                  | Candidata a participante do voo espacial |